# ゲオルク・ビューヒナー賞
ゲオルク・ビューヒナー賞（ゲオルク・ビューヒナーしょう　Georg-Büchner-Preis）は、ドイツ（およびドイツ語圏の国）において最も重要とされている文学賞である。
1923年にゲオルク・ビューヒナーの業績を記念して設立された。当初はビューヒナーの故郷であるヘッセンで行われる地域的な賞であったが、1951年にドイツ語を用いる作家全般を対象にした文学賞へと発展した。毎年行われ、賞金は4万ユーロである。

## 受賞者（1923-50年）
- 1923年 Adam Karrillon, Arnold Ludwig Mendelssohn（作曲家）
- 1924年 Alfred Bock, Paul Thesing（画家）
- 1925年 Wilhelm Michel, Rudolf Koch（カリグラファー）
- 1926年 Christian Heinrich Kleukens, Wilhelm Petersen（作曲家）
- 1927年 Kasimir Edschmid, Johannes Bischoff（宮廷歌手）
- 1928年 Richard Hoelscher, Well Habicht（彫刻家）
- 1929年 カール・ツックマイヤー, Adam Antes（彫刻家）
- 1930年 Nikolaus Schwarzkopf, Johannes Lippmann（画家）
- 1931年 Alexander Posch, Hans Simon（作曲家）
- 1932年 Albert H. Rausch, Adolf Bode（画家）
- 1933-44年　（開催されず）
- 1945年 Hans Schiebelhuth
- 1946年 Fritz Usinger
- 1947年 アンナ・ゼーガース
- 1948年　Hermann Heiß
- 1949年　Carl Gunschmann
- 1950年　Elisabeth Langgässer

## 受賞者（1951年以降）
- 1951年 ゴットフリート・ベン
- 1952年 （開催されず）
- 1953年 エルンスト・クロイダー
- 1954年 マルティン・ケッセル
- 1955年 マリー・ルイーゼ・カシュニッツ
- 1956年 カール・クローロ
- 1957年 エーリッヒ・ケストナー
- 1958年 マックス・フリッシュ
- 1959年 ギュンター・アイヒ
- 1960年 パウル・ツェラン
- 1961年 ハンス・エーリヒ・ノサック
- 1962年 ヴォルフガング・ケッペン
- 1963年 ハンス・マグヌス・エンツェンスベルガー
- 1964年 インゲボルク・バッハマン
- 1965年 ギュンター・グラス
- 1966年 ヴォルフガング・ヒルデスハイマー
- 1967年 ハインリヒ・ベル
- 1968年 ゴーロ・マン
- 1969年 ヘルムート・ハイセンビュッテル
- 1970年 トーマス・ベルンハルト
- 1971年 ウーヴェ・ヨーンゾン
- 1972年 エリアス・カネッティ
- 1973年 ペーター・ハントケ (1999年に賞金を返還)
- 1974年 ヘルマン・ケステン
- 1975年 マネス・シュペルバー
- 1976年 ハインツ・ピオンテーク
- 1977年 ライナー・クンツェ
- 1978年 ヘルマン・レンツ
- 1979年 エルンスト・マイスター
- 1980年 クリスタ・ヴォルフ
- 1981年 マルティン・ヴァルザー
- 1982年 ペーター・ヴァイス
- 1983年 ヴォルフディートリヒ・シュヌレ
- 1984年 エルンスト・ヤンドル
- 1985年 ハイナー・ミュラー
- 1986年 フリードリヒ・デュレンマット
- 1987年 エーリヒ・フリート
- 1988年 Albert Drach
- 1989年 ボート・シュトラウス
- 1990年 タンクレート・ドルスト
- 1991年 ヴォルフ・ビーアマン
- 1992年 ジョージ・タボリ
- 1993年 ペーター・リュームコル
- 1994年 アドルフ・ムシュク
- 1995年 ドゥルス・グリューンバイン
- 1996年 ザラ・キルシュ
- 1997年 ハンス・カール・アルトマン
- 1998年 エルフリーデ・イェリネク
- 1999年 Arnold Stadler
- 2000年 フォルカー・ブラウン
- 2001年 フリーデリケ・マイレッカー
- 2002年 ヴォルフガング・ヒルビヒ
- 2003年 アレクサンダー・クルーゲ
- 2004年 ヴィルヘルム・ゲナツィーノ
- 2005年 Brigitte Kronauer
- 2006年 Oskar Pastior
- 2007年 Martin Mosebach
- 2008年 Josef Winkler
- 2009年 Walter Kappacher
- 2010年 Reinhard Jirgl
- 2011年 Friedrich Christian Delius
- 2012年 Felicitas Hoppe
- 2013年 Sibylle Lewitscharoff
- 2014年 Jürgen Becker
- 2015年 Rainald Goetz
- 2016年 マルセル・バイアー
- 2017年 Jan Wagner
- 2018年 Terézia Mora
- 2019年 Lukas Bärfuss
- 2021年 クレメンス・J・ゼッツ
- 2022年 Emine Sevgi Özdamar
- 2023年 Lutz Seiler
- 2024年 Oswald Egger